# Messier 99
Messier 99 (również M99, NGC 4254, PGC 39578 lub UGC 7345) – galaktyka spiralna znajdująca się w gwiazdozbiorze Warkocza Bereniki. Jedna z jaśniejszych galaktyk w Gromadzie w Pannie. Odkrył ją 15 marca 1781 Pierre Méchain wraz z leżącymi w pobliżu M98 i M100. Charles Messier zmierzył jej pozycję i dodał do swojego katalogu 13 kwietnia 1781, niedługo przed ukończeniem jego trzeciej, końcowej wersji.

## Opis galaktyki

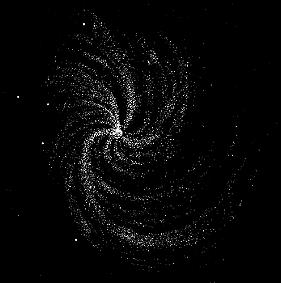
Rysunek Williama Parsonsa z 1850 r. na podstawie jego obserwacji z użyciem 180-cm teleskopu własnej konstrukcji

M99 znajduje się w odległości ok. 60 milionów lat świetlnych od Ziemi i oddala się z prędkością ok. 2324 km/s. Wymiary galaktyki wynoszą około 94 × 84 tysiące lat świetlnych.
Cechą szczególną M99 są jej niesymetryczne przekrzywienie oraz rozciągnięte ramię spiralne. Zazwyczaj jest to skutkiem oddziaływania grawitacji sąsiedniej galaktyki, jednak w wypadku Messier 99 takiego sąsiada nie znaleziono. Wygląd M99 może być spowodowany oddziaływaniem z ciemną galaktyką VIRGOHI21, która przyciąga gaz powodując rozciąganie jednego z ramion spiralnych.

## Supernowe

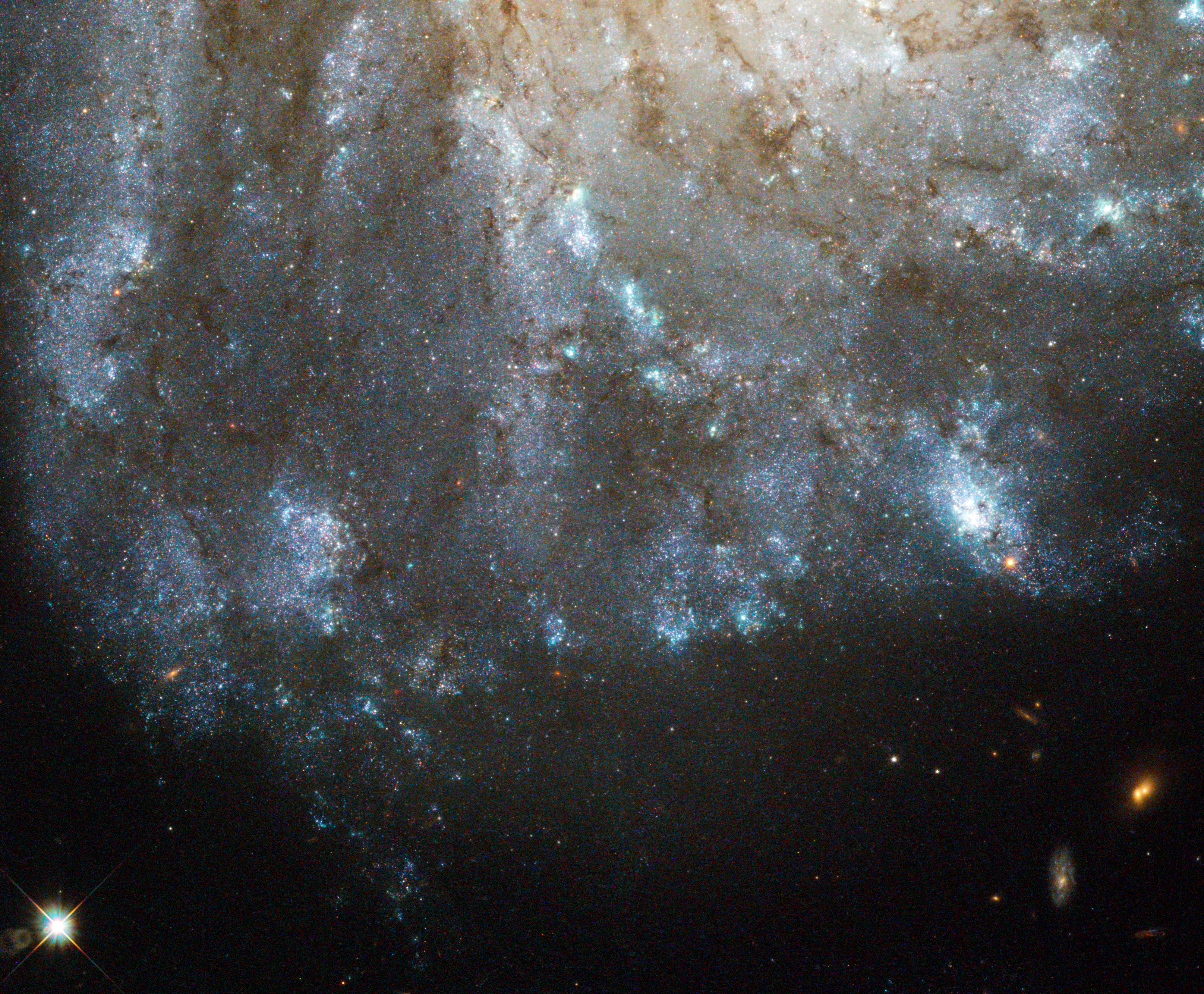
Zbliżenie galaktyki z widocznym żółto-pomarańczowym rozbłyskiem w lewym górnym rogu, którego natura nie została wyjaśniona (HST)

Do tej pory w M99 zaobserwowano cztery supernowe:
- SN 1967H – supernowa typu II z czerwca 1967, osiągnęła jasność 14m
- SN 1972Q – 16 grudnia 1972, typ II, osiągnęła jasność 15,6m
- SN 1986I – 17 maja 1986, typ I, jasność 14m
- SN 2014L – 26 stycznia 2014, typ Ic, jasność 15,4m